# 4to6
4to6（フォートゥーシックス）は、日本の声優ユニット。

## メンバー
- 飯田里穂（いいだ りほ、1991年10月26日 - ）
- pile（ぱいる、1988年5月2日 - ）

## 作品

### シングル
- 私の時計は逆回転！（2014年08月)